# Adenanthellum
Adenanthellum, monotipski bljni rod iz porodice glavočika. Jedina vrsta A. osmitoides raste na na Jugu Afrike (Južnoafrička Republika, Esvatini).
Rod je uključen u tribus Anthemideae i podtribus Cotulinae.